# Populus grandidentata
Populus grandidentata é uma espécie de árvore caducifólia do gênero Populus, pertencente à família Salicaceae. É nativa do leste da América do Norte.